# Rastoke
Die Rastoke [ˈrastɔkɛ] stellen den historischen Kern der kroatischen Stadt Slunj dar, welche am Zusammenfluss der Flüsse Slunjčica und Korana liegt. 

## Namensbedeutung
Die Bezeichnung Rastoke lässt sich im Deutschen auf die folgenden Bedeutungen zurückführen:
- Einerseits ist dies eine Flussverzweigung. Die Slunjčica, welche von der lokalen Bevölkerung Slušnica genannt wird, wird an dieser Stelle in mehrere kleine Flussarme geteilt. Sie fließt dann über zahlreiche Kaskaden und kleinere Wasserfälle in die Korana.
- Andererseits wird so Kalkgestein bezeichnet, aus dem mittels Kohlensäure Calciumcarbonat gelöst wird (kroat. rastopina, rastok). Somit bildet sich stets neues Gestein durch gelöstes und wieder sedimentiertes Calciumcarbonat.

In Rastoke kann man in etwas kleinerem Format die gleichen Naturphänomene beobachten, welche auch für die Plitvicer Seen charakteristisch sind. Daher werden die Rastoke oft auch als die „kleinen Plitvicer Seen“ bezeichnet. Als Korana bezeichnet man den Fluss, der nach den Plitvicer Seen weiter gen Norden fließt. Slunj und die Rastoke sind also auf dem Wasserweg direkt mit den Plitvicer Seen verbunden.

## Geschichte
Entlang der Flussverzweigungen der Slunjčica entstand die Stadt Slunj. Bereits im 17. und 18. Jahrhundert wurden hier auch zahlreiche Wassermühlen errichtet. Diese idyllischen Mühlen waren noch bis Mitte des 20. Jahrhunderts in Verwendung. Auch heute noch kann man die Funktionsweise einiger dieser Mühlen und den damaligen Alltag der Bevölkerung kennenlernen.
Rastoke steht seit 1962 unter dem Schutz des kroatischen Restaurierungsinstituts. Die Siedlung Rastoke wurde zudem 1969 in das Register der unbeweglichen Kulturdenkmäler eingetragen. Ebenso wurde das gesamte Gebiet von Rastoke auf Grundlage des Naturschutzgesetzes aus dem Jahre 1976 unter besonderen Schutz gestellt.

## Erwähnungen in historischer Literatur

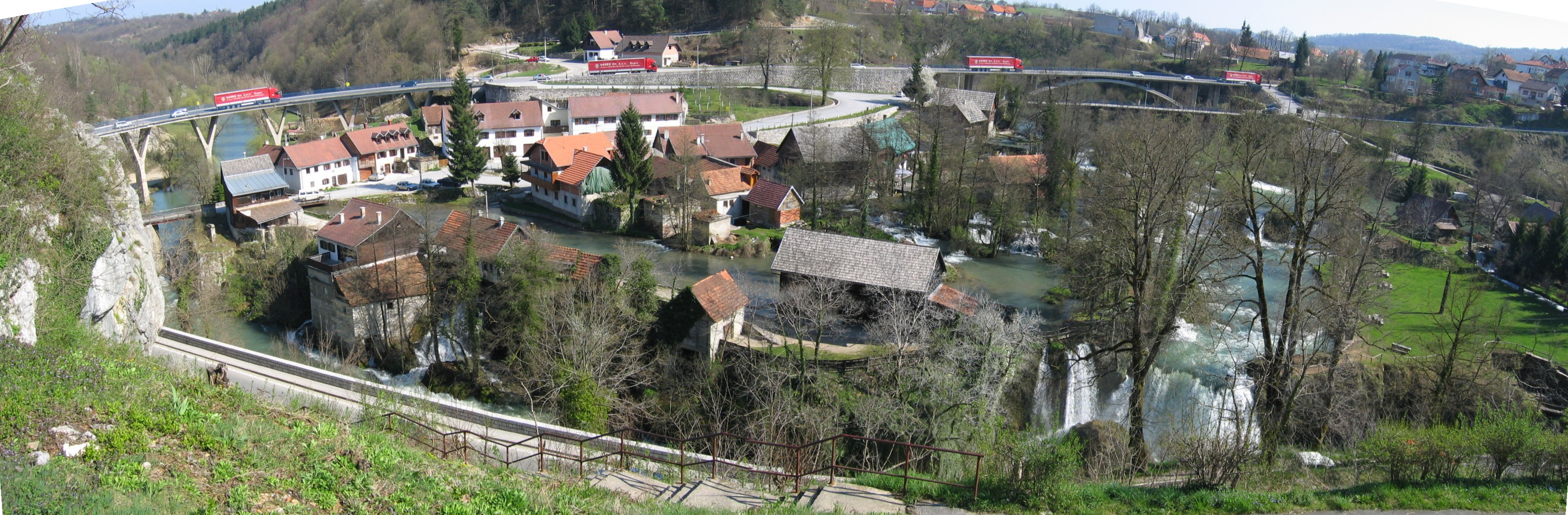
Panorama von Rastoke

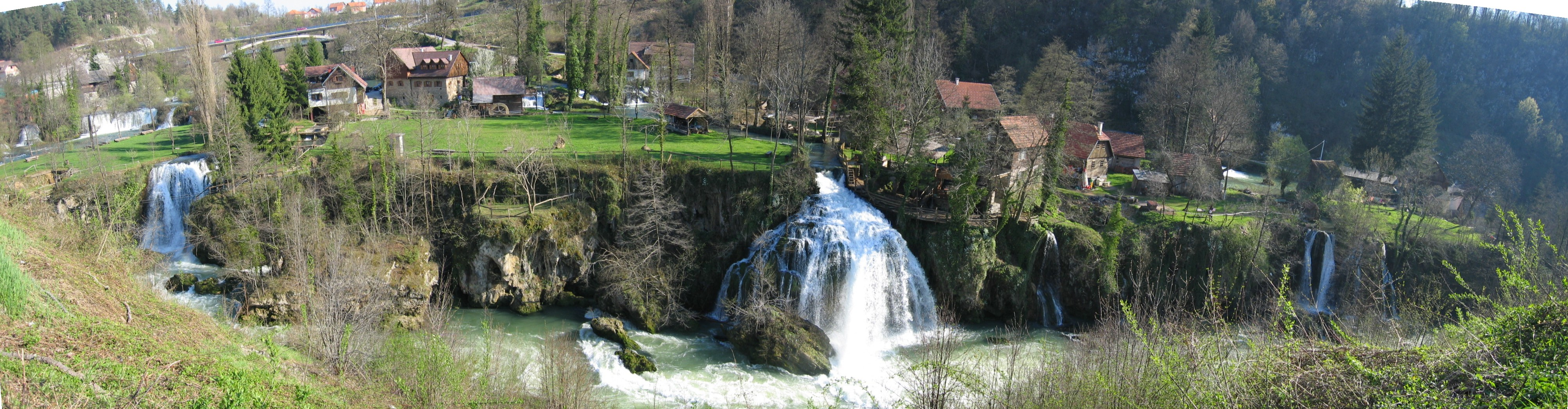
Panorama auf Rastoke und den Fluss Korana

Die Rastoke werden 1860 in einem Reisebericht des Priesters, Philologen und Schriftstellers Adolfo Veber Tkalčević erwähnt. Er berichtete damals von der wunderschönen, grünlichen Slunjčica, die auf so kurzem Verlauf derartig viele Schönheiten geschaffen hat. Ebenso sprach er von der „Kaltblütigkeit“ der kroatischen Bevölkerung, welche diese Schönheiten oft nicht zu schätzen wusste und selten besuchte.
Belsazar Hacquet zufolge, einem Schreiber von Reiseberichten und dem Autor des Werkes Oryctographia Carniolica (1789), sind die Wasserfälle der Slunjčica sogar die schönsten, welche er jemals gesehen habe.
Der österreichische Schriftsteller Heimito von Doderer vollendete 1963 den Roman Die Wasserfälle von Slunj, der um die Jahrhundertwende spielt. Im 20. Jahrhundert begann eine wissenschaftliche Untersuchung der Umgebung von Slunj und der Rastoke. Im 19. und Anfang des 20. Jahrhunderts waren die Rastoke das Zentrum des gesellschaftlichen Lebens dieser Gegend. Mit der Entwicklung der elektrischen Mühlen und einer massiven Auswanderungsbewegung nach dem Zweiten Weltkrieg nahm die wirtschaftliche Bedeutung der Mühlen in Rastoke drastisch ab.

## Der Karstfluss Slunjčica
In der Lika, im Massiv des Mala Kapela-Gebirges unter der Bergspitze Veliki Javornik entspringt das Flüsschen Jesenica, welches nach nur sechs Kilometern bei der Ortschaft Lička Jasenica unter der Erde verschwindet. Sie fließt daraufhin 20 km unterirdisch, wie viele andere Karstflüsse in Kroatien. 6,5 km südlich von Slunj dringt sie wieder als Fluss Slunjčica hervor. 
An der Mündung der Slunjčica in die Korana schuf der Fluss kaskadenförmige Travertinterrassen in der Breite von 500 Metern und einer Länge von 200 Metern. Diese imposante Kalksteinablagerung war und ist durch den hohen Gehalt an gelöstem Calciumcarbonats im Flusswasser möglich, das im unterirdischen Verlauf vom kohlensäurehaltigem Wasser aufgenommen und später in Rastoke durch Ausfällung abgelagert wird. Diese Sinterterrassen und die Rastoke an sich werden üblicherweise in zwei Bereiche unterteilt, die oberen und unteren Rastoke (kroatisch Gornje i donje Rastoke). Der untere Bereich besteht aus 23 Wasserfällen, welche in die 10 bis 20 Meter tiefer gelegene Korana stürzen. Die kleineren natürlichen Terrassen sind ebenso von zahlreichen Wasserfällen und beckenförmige Staubereiche unterschiedlicher Abmessungen gekennzeichnet.
Neben Pilzen und Moosen, welche aufgrund der hohen Luftfeuchtigkeit gut gedeihen, findet man in Rastoke auch größere Pflanzen. Zu den großblättrigen Pflanzen zählt die Klette. Zu den dort vorkommenden Bäumen zählen Pappeln, Espen, Weidenbäume, Linden und Erlen.
Đuro Deželić bemerkte bereits im Jahre 1865, dass sich im Wasser „Krebse und ausgezeichnete Forellen“ befinden. Einst lebten hier auch Dachse und unmittelbar auf der Barriere tummelten sich einst Otter.
Aufgrund des relativ kurzen Flussverlaufs an der Erdoberfläche weist die Slunjčica stets eine niedrigere Temperatur als die nahegelegene Korana auf. Die Wassertemperatur bewegt sich dabei im Rahmen von 6,5 bis 7 °C im Winter und höchstens 16 °C im Sommer. Im Sommer beträgt die Höchsttemperatur der Korana etwa 28 °C. Kommt es zu starken Temperaturunterschieden in Bezug zur Wassertemperatur der Slunjčica, so werden Teile von Rastoke von einem geheimnisvollen Nebelschleier umhüllt, was regelmäßig der Fall ist. Die in Wassernähe stehenden Bäume sind daher oft von Tau bedeckt. Der Fluss Slunjčica wurde 1964 als Naturschutzgebiet in das Register der geschützten Naturobjekte eingetragen.

## Architektur und menschlicher Einfluss

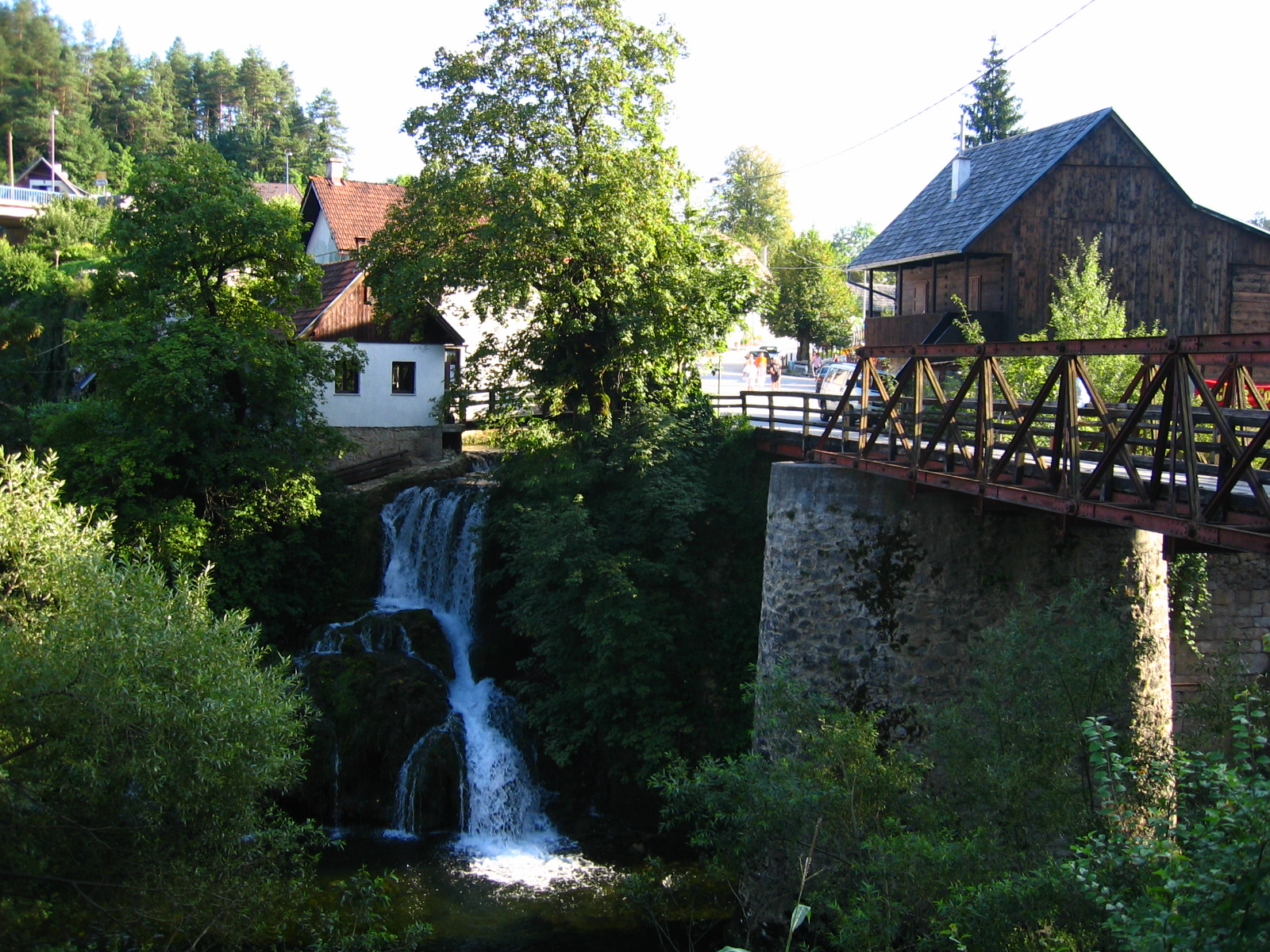
Typische Architektur in Rastoke und großer Wasserfall

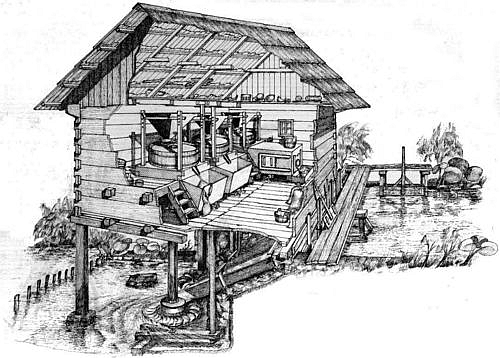
Skizze und Querschnittansicht einer Wassermühle

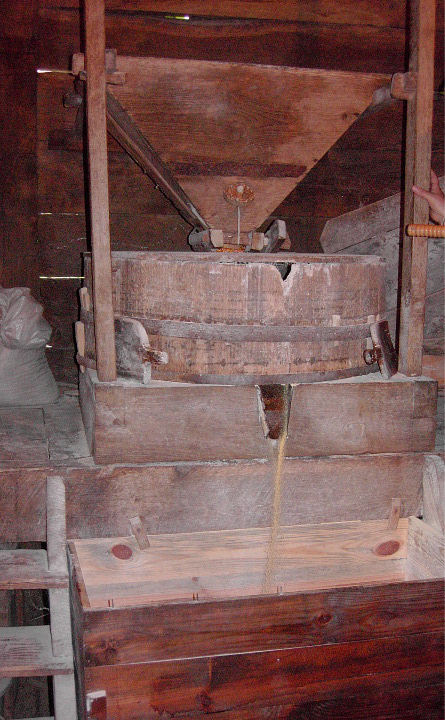
Alte Getreidemühle in Rastoke

Schon alleine die natürlichen Gegebenheiten der Rastoke sind einer genaueren Aufmerksamkeit wert und verleiten zum Staunen. Dies ist jedoch nicht alles, was die Rastoke ausmacht. Entlang der Travertinbarriere wurden kleine Mühlen und Wohnhäuser im traditionellen und einzigartigen Stil der Region erbaut – einer Kombination des dinarischen Baustils und jenes der Posavina-Gegend (Save-Gegend). Der untere Teil dieser Gebäude besteht aus Stein, während der obere Teil aus Holz gebaut wurde. Die Dächer bestehen aus Schindeln oder Ziegelstein.
Wegen des hohen Anteils an gelöstem Calciumcarbonat im Wasser, das sich regelmäßig in den Öffnungen zwischen den Steinen ablagerte, wurde der Kellerteil der Gebäude mit einem Sinterüberzug imprägniert, sodass das Wasser auch bei hohen Wasserständen nicht weiter in die Häuser eindringen konnte.
In den besten Zeiten gab es in Rastoke bis zu 22 Mühlen, welche die Namen der Familien trugen, die den Müllerberuf ausübten. Dies waren unter anderem die Familien Jareb, Vučeta, Žalac, Petrović, Holjevac, Močan, Kovačević, Rožin, Štefanac und Skukan.
Die Mühlen von Rastoke wurden mit (Schöpfrädern) bespickten Wasserrädern betrieben. Dadurch wurde auch die Achse des Mühlsteins in Bewegung gebracht. Das Wassergefälle musste deshalb mindestens drei bis fünf Meter betragen und die Holzleitung zur Wasserzufuhr in einem Winkel von mindestens 35 Grad aufgestellt werden.
Jede Mühle hatte zwei oder drei, einige sogar mehrere Mühlsteine. Die meisten Mühlsteine wurden für das Mahlen sogenannter Schwarzgetreidesorten verwendet, also für Mais, Roggen, Gerste, Hirse und Hafer. Die qualitativ besten Steine wurden für das Mahlen von weißem Getreide (Weizen) verwendet. Das Müllerentgelt betrug etwa acht bis zehn Prozent der Mahlmenge.
Häufig kam es auch zu Versuchen, den Müller zu übervorteilen oder gewisse Mengen unter den Tisch fallen zu lassen. Es lag dann jedoch an den Müllern diese Ansinnen zu überlisten oder den Betrug aufzuspüren. Das Verhältnis zwischen den Müllern und seinen Kunden galt als Heiligtum. Der Beruf des Müllers bestand ein Leben lang und wurde vom Vater an den Sohn weitergegeben. Es musste zu großen Meinungsverschiedenheiten kommen, dass sich ein Müller von diesem Beruf abwandte. Das wurde allgemein als große Schande angesehen.
Außer zum Mahlen wurde die Wasserkraft auch für das Stampfen, beziehungsweise für die abschließende Bearbeitung von wollenen Stoffen verwendet. Diese Stoffe galten damals als wichtigstes Kleidungsmaterial.
Schon früher wurde eine traditionelle Waschmaschine zum Waschen der Kleidung verwendet. Sie funktionierte nach demselben Prinzip wie auch die heutigen Waschmaschinen: Ein durchlöchertes Holzfass drehte sich im fließenden Wasser und wusch dabei die Kleidung.
Die Bevölkerung von Rastoke war für das Weben von Flachs und Hanfgarn bekannt. Die selbst angebauten Faserpflanzen tauchten sie zunächst in das etwas wärmere Wasser der Korana. Nach der Fasererzeugung wurde das Material gewebt. Dies war vor allem in den langen Wintermonaten eine Hauptbeschäftigung der Frauen. Die traditionelle Volkstracht von Slunj und Rastoke wurde aus diesen Materialien hergestellt.

## Tradition und kulinarische Spezialitäten
Neben der Natur und der Architektur ist auch die traditionelle Lebensweise in der Region des Korduns untrennbar an die Rastoke gebunden. Das Verhältnis zwischen den Müllern und der restlichen Bevölkerung, die Mahltechnik, die Bearbeitung von pflanzlichen Textilien und Wolle, die Sitten, die Sprache, die Volkstrachten und vieles mehr prägten jahrhundertelang das Leben in Slunj und der näheren Umgebung.
Das Brot aus Rastoke, welches sich durch Mürbe, Süße und besondere Schmackhaftigkeit auszeichnete, war weit und breit bekannt. Häufig gaben die Haushälterinnen aus Rastoke das Rezept und Hinweise zur Herstellung dieses Brotes an Gäste weiter. Das anderenorts gebackene Brot erreichte jedoch nie die gewünschte Qualität wie in Rastoke. Das Geheimnis des Brotes lag nämlich darin, dass ausschließlich frisch gemahlenes Mehl, eine Mischung aus Weizen, Mais, Gerste, Roggen und sogar Hirse zur Herstellung verwendet wurde. Diese Mischung wurde mit dem Wasser der Slunjčica geknetet und mit Hilfe von hausgemachter Hefe (Germ) zum Aufquellen gebracht. Das Mehl musste auf traditionelle Weise gemahlen werden, durch Mühlsteine, die mit Wasserkraft angetrieben wurden, nie durch elektrische Mühlen.
Zu den weiteren Spezialitäten des Gebietes gehören die gegrillten Forellen aus der kalten Slunjčica. Früher gab es im Gebiet die autochthonen Rebsorten Lisac und Šušnjar, welche allerdings durch die Reblaus (Phylloxera) vernichtet wurden.

## Labiles Gleichgewicht

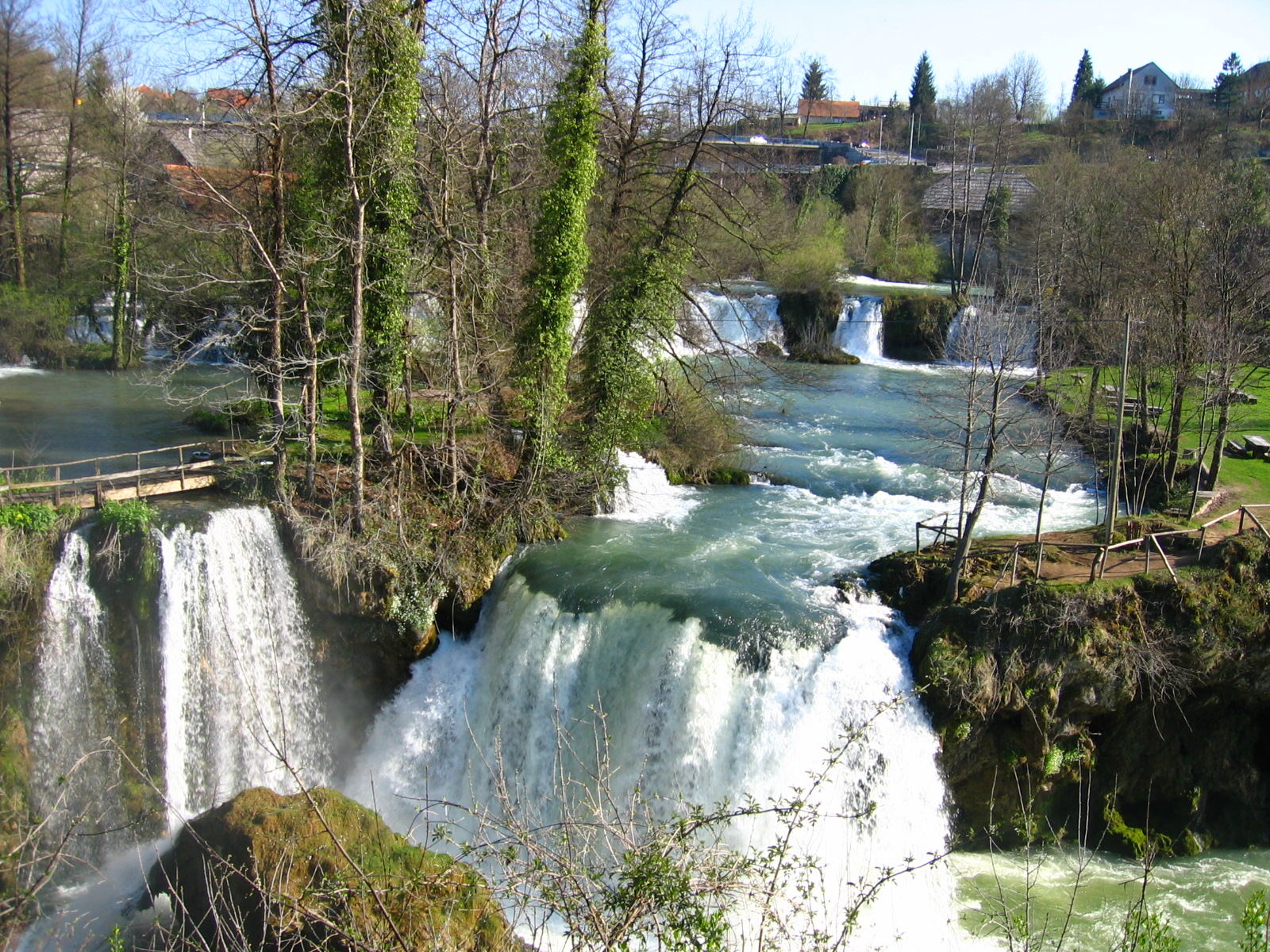
Wasserfälle am Fluss Slunjčica

Die Rastoke stellen einen lebenden Organismus dar, welcher im Rhythmus der Zeit pulsiert. Die Rastoke unterliegen aber auch einem sehr instabilen Gleichgewicht in der Beziehung zwischen Natur und Mensch. In der Nacht vom 6. auf den 7. März 1914 kam es zu einem gewaltigen Rutsch der Travertinbarriere durch Unterhöhlungen des jahrhundertealten Verlaufs der Korana. Das Aussehen der zwei schönsten Wasserfälle Hrvoje und Vilina kosa (Feenhaar) wurde für immer verändert. Riesige Travertinfelsen, durch die sich die Korana tosend hindurcharbeitet, behindern auch heute noch ihren Verlauf.
1962 wurde der Ortsteil Rastoke unter den Schutz des Kroatischen Konservatorischen Institutes und 1969  unter Denkmalschutz gestellt. Trotzdem wurde mit dem Bau der Brücken über die Korana und die Slunjčica das architektonische Gesamtbild des Ortsteiles verändert.
Während des Kroatien-Krieges (1991–1995) wurden viele der jahrhundertealten Häuser teilweise zerstört. Insbesondere die versuchte Sprengung der Straßenbrücke über die Korana durch serbische Freischärler vor dem Verlassen der Stadt im August 1995 richtete erhebliche Schäden an den Dächern der alten Häuser an. Zahlreiche Häuser brannten aus. Die Straßenbrücke wurde durch diese unprofessionell durchgeführte Sprengung nur unwesentlich beschädigt und konnte schon wenige Monate später wieder für den Verkehr freigegeben werden. Allerdings wurde der große Wasserfall Buk von serbischen Paramilitärs, von denen viele diese Gegend eigentlich als ihre Heimat erachten, während der Okkupationszeit gesprengt. Ein Teil dieses Naturerbes wurde somit irreparabel zerstört. 
Nach Kriegsende wurde dieser historische Teil der Stadt Slunj wiederaufgebaut, sodass man heutzutage kaum mehr etwas von diesen Schäden bemerken kann. Heute stellt der Ortsteil Rastoke die Grundlage für die Entwicklung der Stadt Slunj und der Gegend um Slunj dar. Als Dorf mit autochthoner ökologischer und ethnographischer Bedeutung ist Rastoke heute ein touristisches Zentrum, welches sich durch traditionelle Architektur, gastronomische Spezialitäten, spezifische Trachten und kulturelle Gepflogenheiten auszeichnet. Die Gegend etabliert sich immer mehr zur wertvollen Zwischenstation auf dem Weg vom oder zum Adriatischen Meer. Das Freizeitangebot der unmittelbaren Umgebung umfasst Möglichkeiten zum Baden, Rudern, Kanufahren, Fischen, der Jagd, Mountainbiking, zur Höhlenbesichtigung (Baraćeve špilje), Reiten und vielen anderen Aktivitäten.

## Filmgeschichte
1962 wurde der erste Westernfilm der Winnetou-Reihe in Kroatien von der Rialto Filmgesellschaft gedreht. Die Karl-May-Verfilmungen wurde teils im Nationalpark Plitvicer Seen, im Nationalpark Paklenica, am Zrmanja-Fluss und in Rastoke gedreht. 
Das Totem, welches in Rastoke steht ist ein Überbleibsel der einstigen Filmszenerie aus dem Winnetou-Film Der Schatz im Silbersee, der 1962 gedreht wurde. Der Großteil dieses Films wurde im Nationalpark Plitvicer Seen gedreht. Das Indianerdorf und der Saloon befanden sich jedoch in Slunj. Die Extrarollen wurden dabei von lokalen Komparsen gespielt. Der alte Medizinmann wurde von Mile Štrk gespielt, der in Slunj einen legendären Ruf genießt.

## Galerie

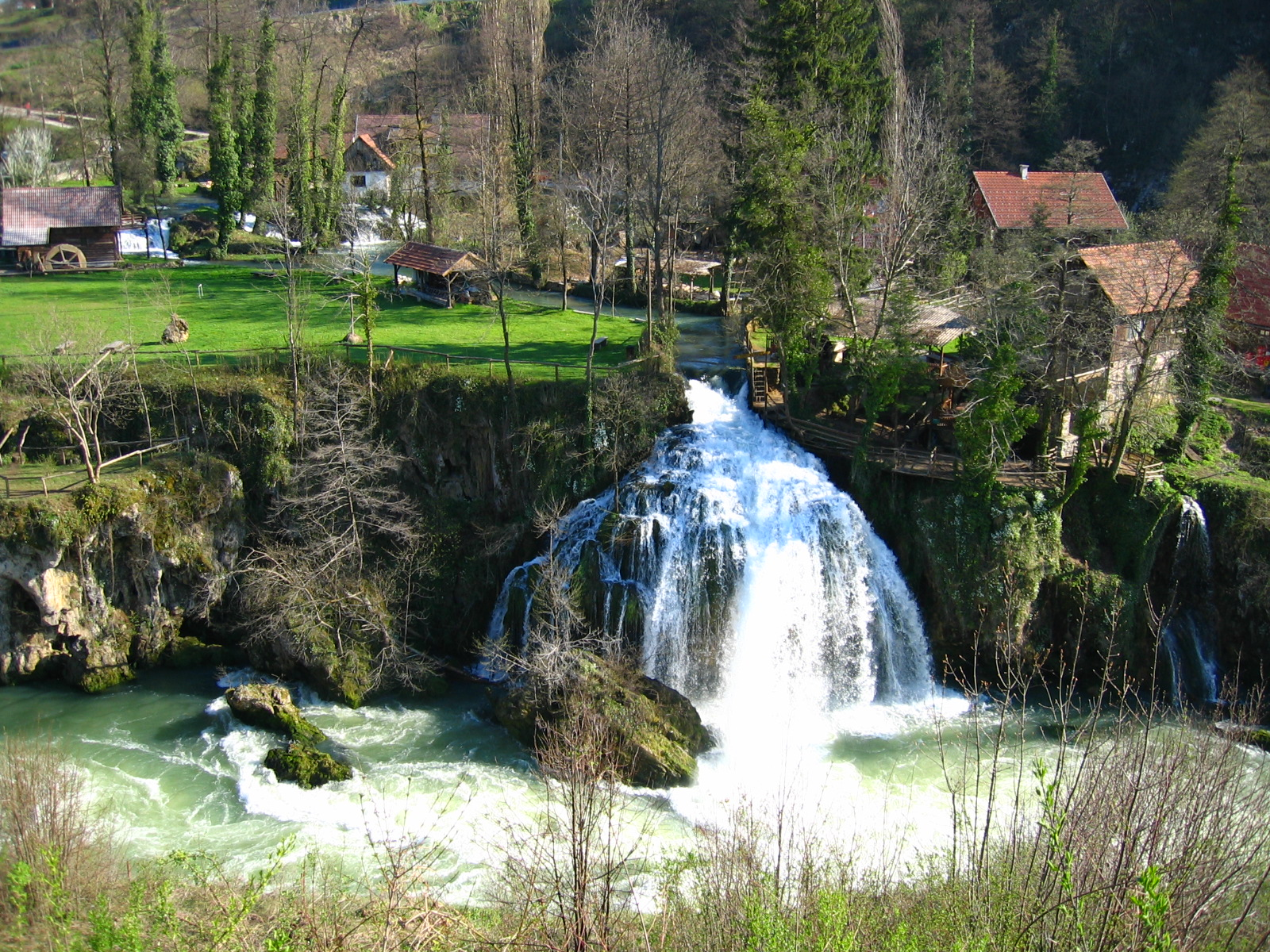
Blick auf einen Wasserfall von der Nordseite
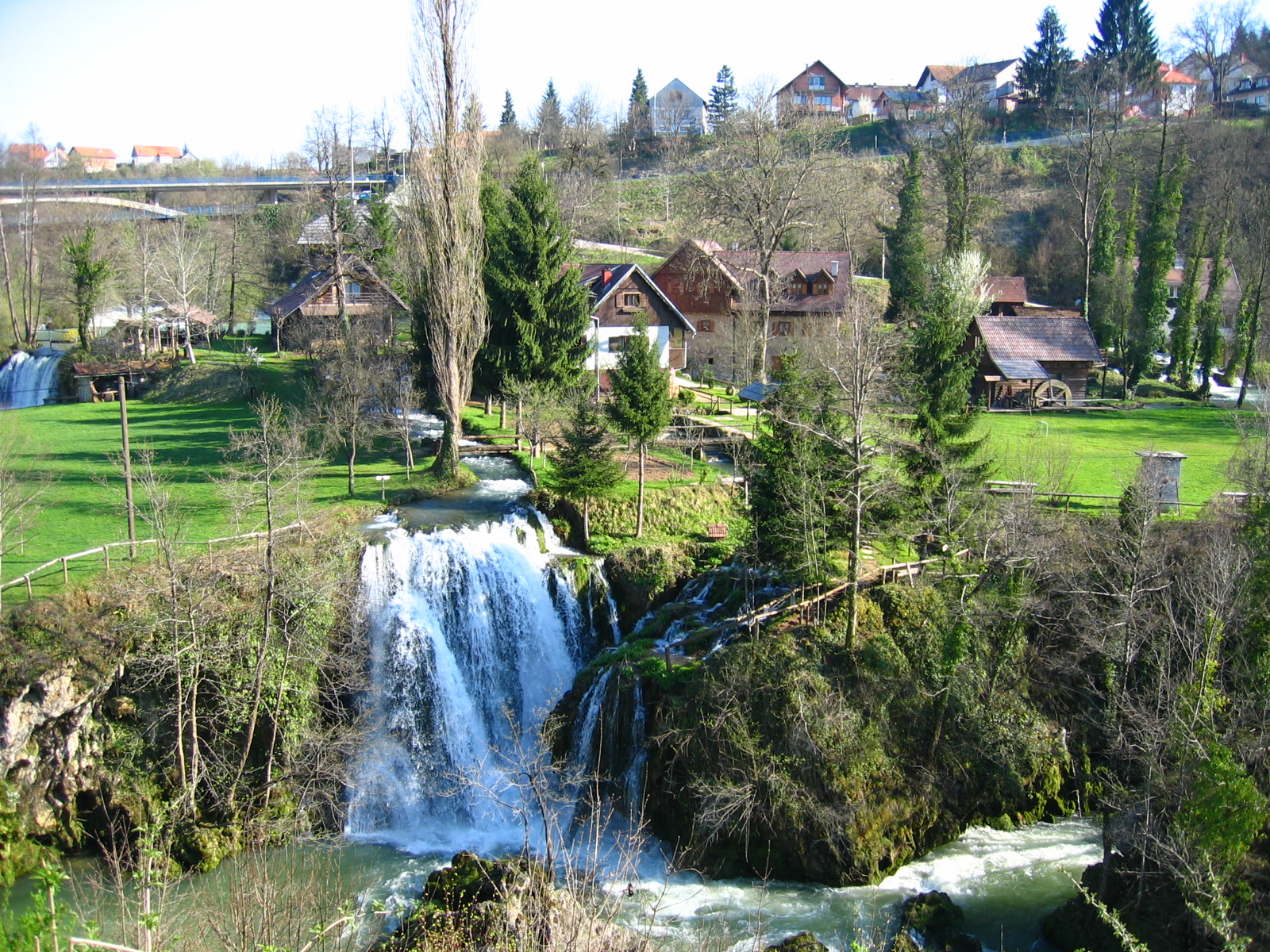
Die Slunjčica mündet in die Korana
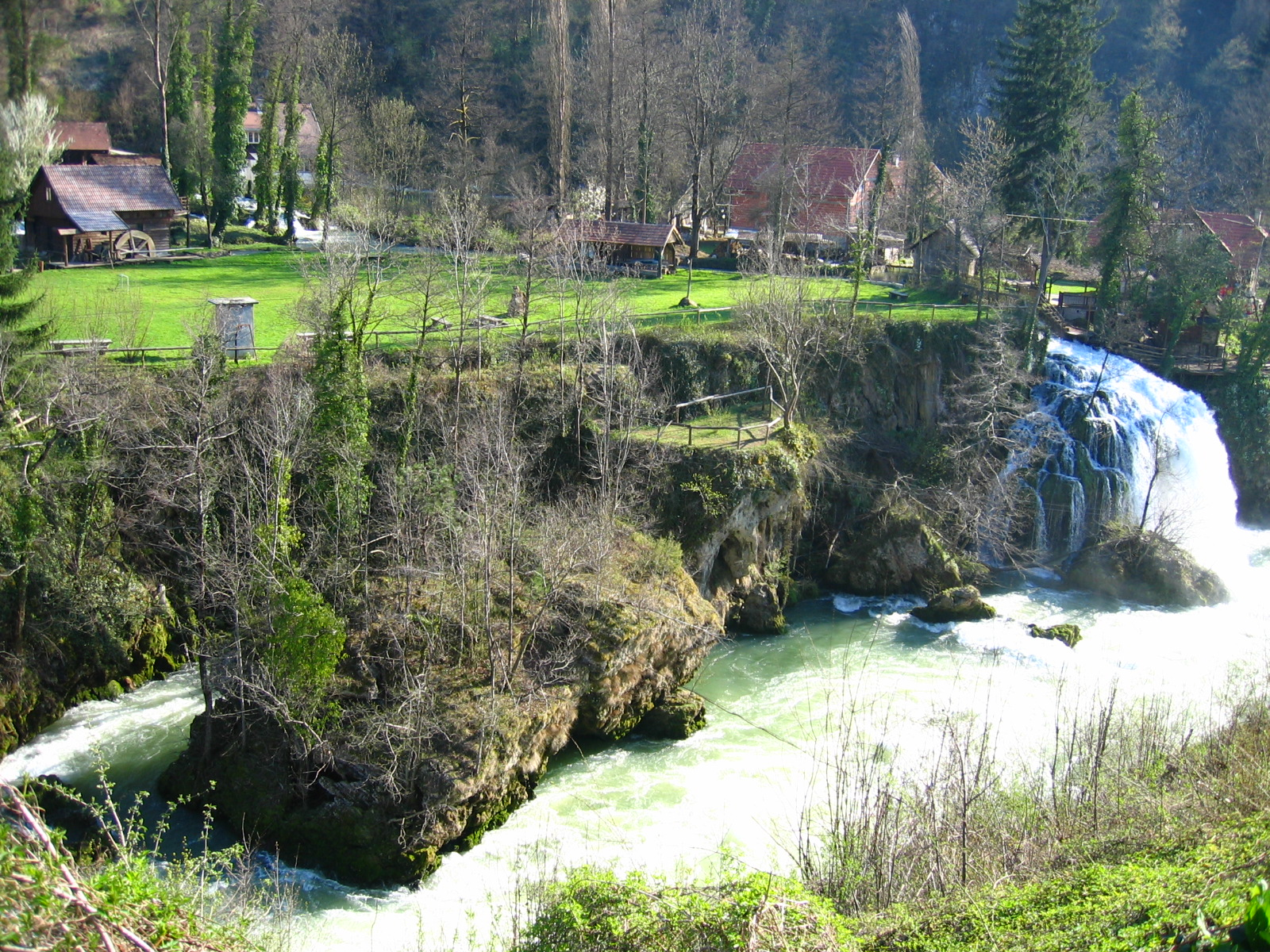
Der Canyon der Korana
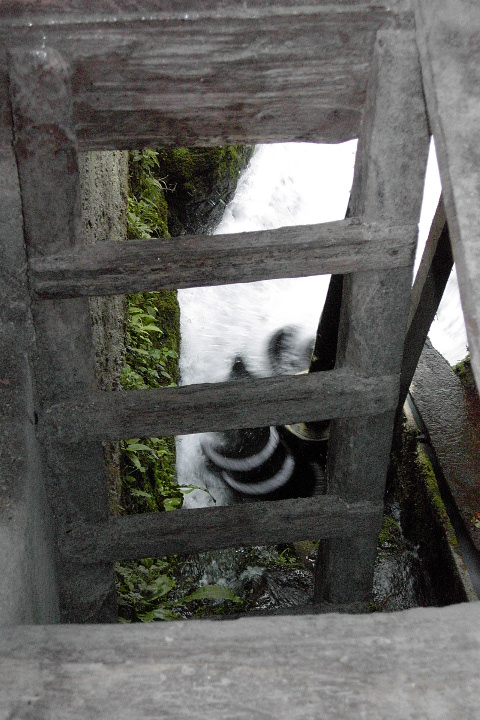
Mühlenrad, das durch die Zuleitung von Wasser betrieben wird
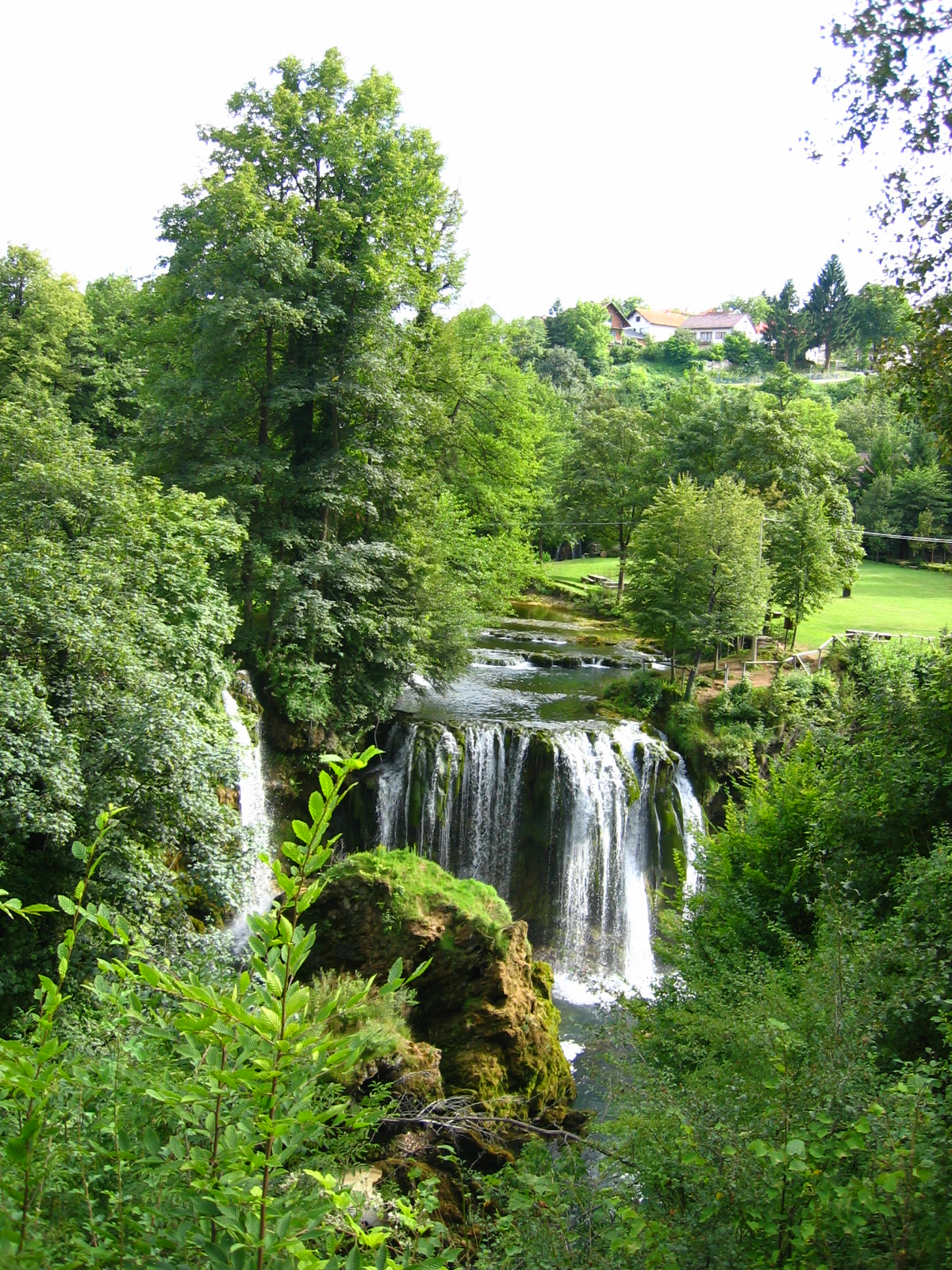
Wasserfall
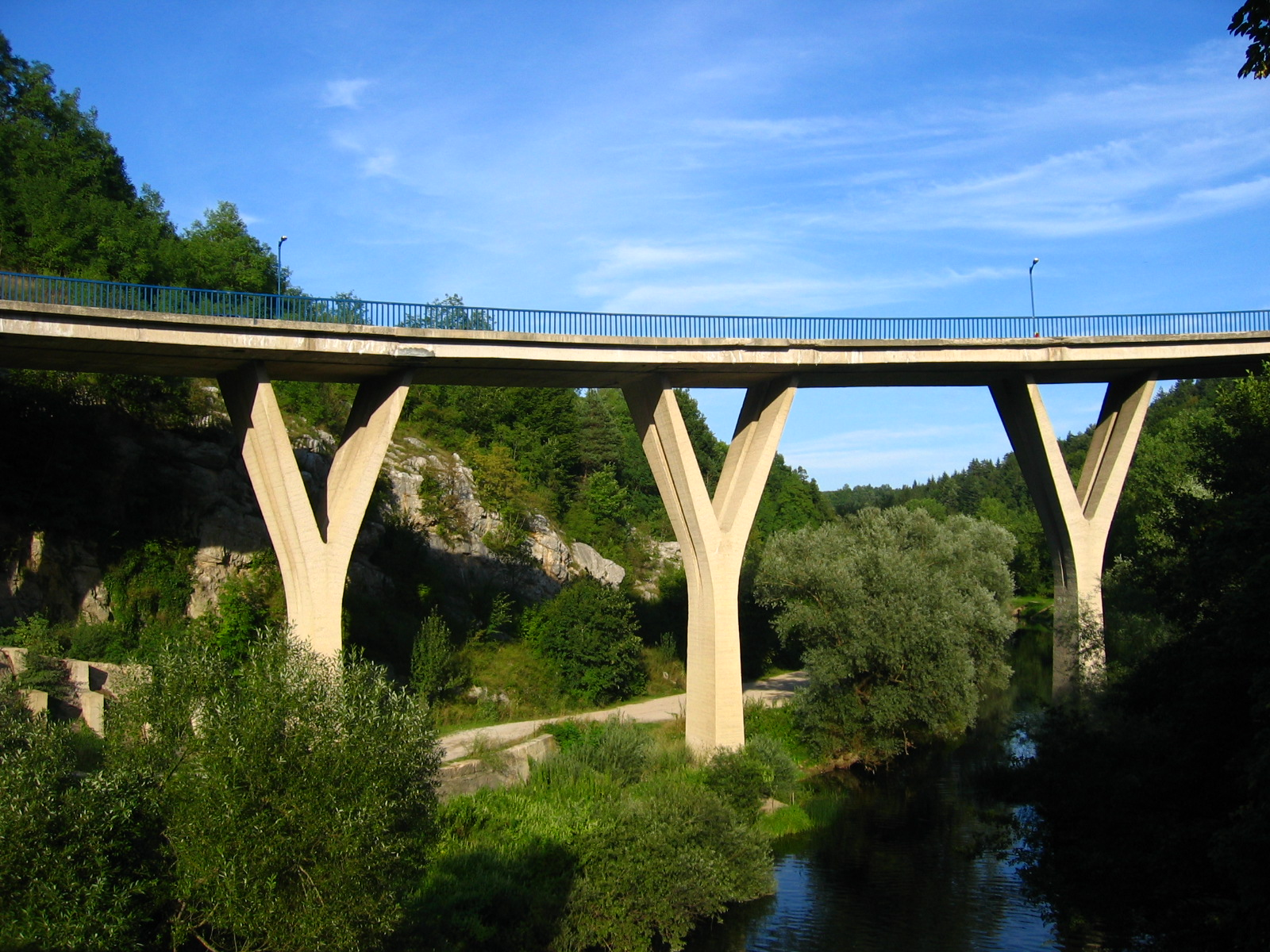
Straßenbrücke bei Slunj
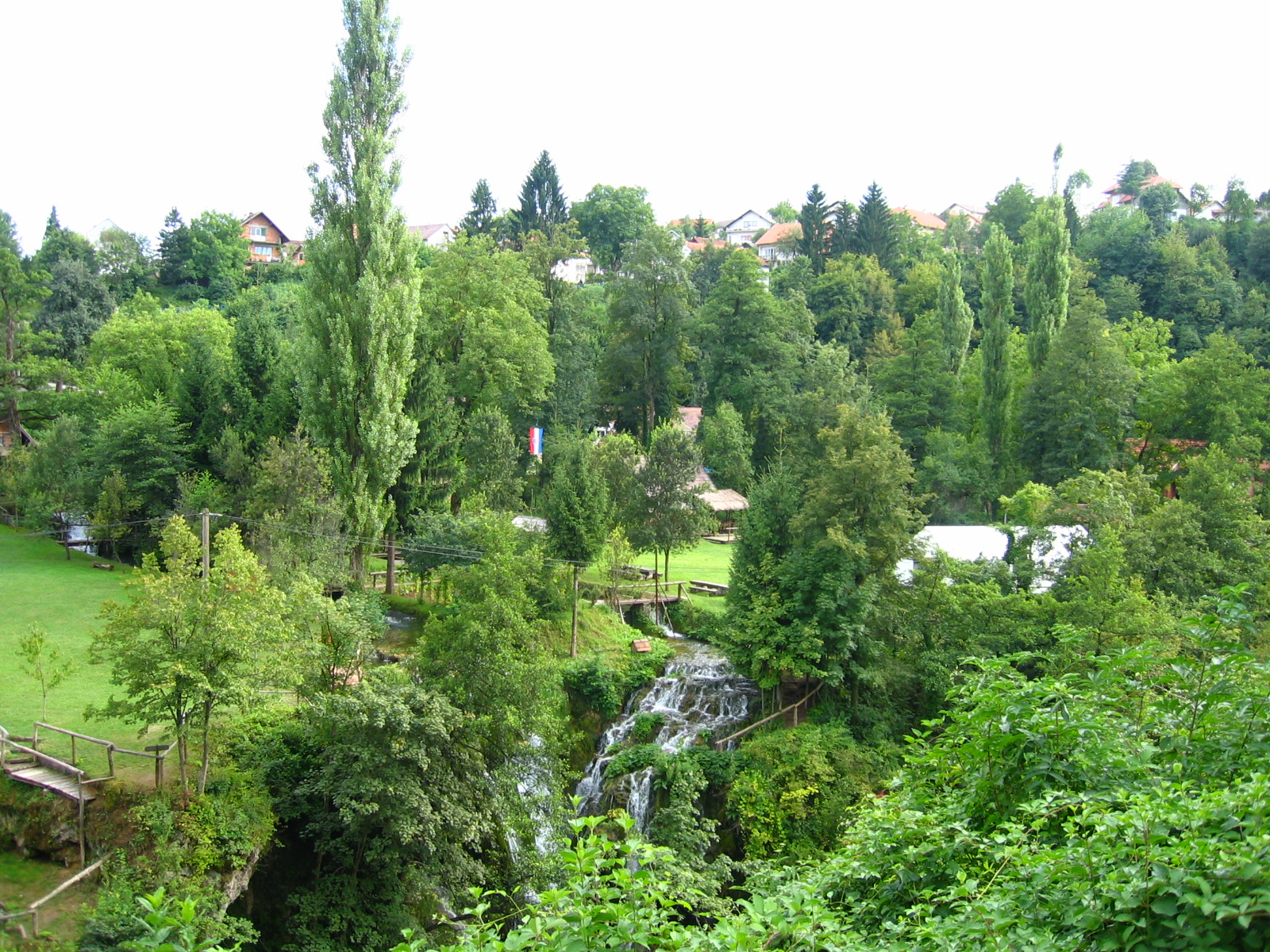
Kleines Panorama